# Wirusowe zapalenie wątroby
Wirusowe zapalenie wątroby, WZW (łac. hepatitis viralis) – choroba wątroby wywołana zakażeniem wirusowym. Często potocznie nazywana „żółtaczką”, jest to jednak określenie nieprawidłowe i niemedyczne (w medycynie termin ten oznacza jedynie objaw zażółcenia powłok skórnych) oraz nieścisłe, z uwagi na różnorodny przebieg wirusowych zapaleń wątroby (które mogą przebiegać także bez zażółcenia skóry).

## Czynniki etiologiczne
Wśród wirusów hepatotropowych możemy rozróżnić:
- wirus zapalenia wątroby typu A, który wywołuje wirusowe zapalenie wątroby typu A
- wirus zapalenia wątroby typu B, który wywołuje wirusowe zapalenie wątroby typu B
- wirus zapalenia wątroby typu C, który wywołuje wirusowe zapalenie wątroby typu C
- wirus zapalenia wątroby typu D, który wywołuje wirusowe zapalenie wątroby typu D
- wirus zapalenia wątroby typu E, który wywołuje wirusowe zapalenie wątroby typu E
- wirus zapalenia wątroby typu G, który wywołuje wirusowe zapalenie wątroby typu G

Inne wirusy, pierwotnie niehepatotropowe, mogące wywołać wirusowe zapalenie wątroby:
- adenowirusy
- Wirus grypy
- Coxsackie B
- CMV – wirus cytomegalii[2]
- EBV – wirus mononukleozy zakaźnej
- wirus opryszczki pospolitej (HSV)[2]
- wirus ospy wietrznej i półpaśca (VZV)[2]
- wirus świnki
- wirus różyczki
- wirus żółtej febry

Często u chorych na WZW wykrywany jest bardzo powszechny wirus Torque Teno (TTV). Jego obecność nie ma wpływu na przebieg naturalny oraz nie przypisano mu znaczącego udziału w wywoływaniu jakiejkolwiek choroby.
Wyróżnione zostało także wirusowe zapalenie wątroby typu nie-A, nie-B, nie-C, nie-D, nie-E, którego przyczyna nie jest znana, a u pacjentów nie można wykryć żadnych wirusów hepatotropowych. Na podstawie badań na zwierzętach wywnioskowano, że okres wylegania tej postaci WZW wynosi około od 3 do 9 tygodni.

## Charakterystyka wirusowych zapaleń wątroby
| Czynnik wywołujący                                               | HAV                                          | HBV                                                                                      | HCV                                                                        | HDV                                   | HEV                                          |
| ---------------------------------------------------------------- | -------------------------------------------- | ---------------------------------------------------------------------------------------- | -------------------------------------------------------------------------- | ------------------------------------- | -------------------------------------------- |
| Rodzaj                                                           | Hepatovirus                                  | Orthohepadnavirus                                                                        | Hepacivirus                                                                | Deltavirus                            | Hepevirus                                    |
| Rodzina                                                          | Picornaviridae                               | Hepadnaviridae                                                                           | Flaviviridae                                                               |                                       | Hepeviridae                                  |
| Genom                                                            | RNA                                          | DNA                                                                                      | RNA                                                                        | RNA                                   | RNA                                          |
| Główna droga zakażenia                                           | pokarmowa                                    | pozajelitowa                                                                             | pozajelitowa                                                               | pozajelitowa                          | pokarmowa                                    |
| Okres inkubacji choroby                                          | 15–60 dni                                    | 30-180 dni                                                                               | 15 – 360 dni                                                               | 20 – 90 dni                           | 15 – 60 dni                                  |
| Występowanie żółtaczki                                           | u 10% dzieci i 70 – 80% dorosłych            | u 20% chorych                                                                            | u 10 – 25% chorych                                                         | zmiennie                              | głównie u młodzieży                          |
| Markery zakażenia                                                | anty-HAV, anty-HAV IgM                       | HBsAg, anty-HBs, HBcAg, anty-HBc, anty-HBc IgM, HBxAg, anty HBx, HBV-DNA, polimeraza DNA | anty-HCV, HCV RNA                                                          | HDAg, anty-HDV, anty-HDV IgM, HDV RNA | HEVAg                                        |
| Śmiertelność w ostrym okresie choroby                            | 0,2–0,6%                                     | 1–2%                                                                                     | <1%                                                                        | 1–40%                                 | 30%                                          |
| Leczenie                                                         | objawowe                                     | INFα, Peg-INFα, lamiwudyna, adefowir, entekawir, telbiwudyna, tenofowir                  | INFα, Peg-INFα, rybawiryna, boceprewir, telaprewir, sofosbuwir, ledipaswir | INFα                                  | objawowe                                     |
| Nosicielstwo                                                     | nie występuje                                | 10–90%                                                                                   | 40–75%                                                                     | 70–90%                                | nie występuje                                |
| Następstwa choroby (marskość wątroby, nowotwór złośliwy wątroby) | nie występują                                | częste, po powyżej 20 latach PZW bardzo częste                                           | bardzo częste                                                              | bardzo częste                         | nie występuje                                |
| Odporność po przechorowaniu                                      | swoista, prawdopodobnie całe życie           | swoista, prawdopodobnie całe życie                                                       | brak danych                                                                | brak danych                           | brak danych                                  |
| Swoista profilaktyka                                             | surowica odpornościowa, szczepienia ochronne | surowica odpornościowa, szczepienia ochronne                                             | brak surowicy odpornościowej                                               | surowica anty-HBV działa ochronnie    | szczepienia ochronne (dopuszczone w Chinach) |

## Klasyfikacja ICD10
| kod ICD10   | nazwa choroby                           |
| ----------- | --------------------------------------- |
| ICD-10: B15 | Ostre wirusowe zapalenie wątroby typu A |
| ICD-10: B16 | Ostre wirusowe zapalenie wątroby typu B |
| ICD-10: B17 | Inne ostre wirusowe zapalenia wątroby   |
| ICD-10: B18 | Przewlekłe wirusowe zapalenie wątroby   |
| ICD-10: B19 | Nieokreślone wirusowe zapalenie wątroby |